# Plaza de Toros de Mijas
Plaza de Toros de Mijas är en amfiteater i Spanien.   Den ligger i provinsen Provincia de Málaga och regionen Andalusien, i den södra delen av landet, 400 km söder om huvudstaden Madrid. Plaza de Toros de Mijas ligger 424 meter över havet.
Terrängen runt Plaza de Toros de Mijas är varierad. En vik av havet är nära Plaza de Toros de Mijas åt sydost.  Närmaste större samhälle är Mijas, 0,28 km nordost om Plaza de Toros de Mijas. 